# Герасимук Олександр Петрович
Олекса́ндр Петро́вич Герасиму́к (1989—2023) — солдат збройних сил України, учасник російсько-української війни, кавалер ордена «За мужність» III ступеня.

## Життєпис
Народився 3 травня 1989 року в селі Букварка Кіровоградської області. 
Проживав у селі Дубинка Сумської області.
Під час повномасштабного вторгнення був стрільцем-снайпером 2 десантно-штурмового відділення 2 десантно-штурмового взводу 3 десантно-штурмової роти 1 десантно-штурмового батальйону 95-ї десантно-штурмової бригади.
Загинув 6 грудня 2023 року в районі села Синьківка Куп'янського району Харківської області.

## Нагороди
- Орден «За мужність» III ступеня (2024, посмертно)[1].